# 테오토코스

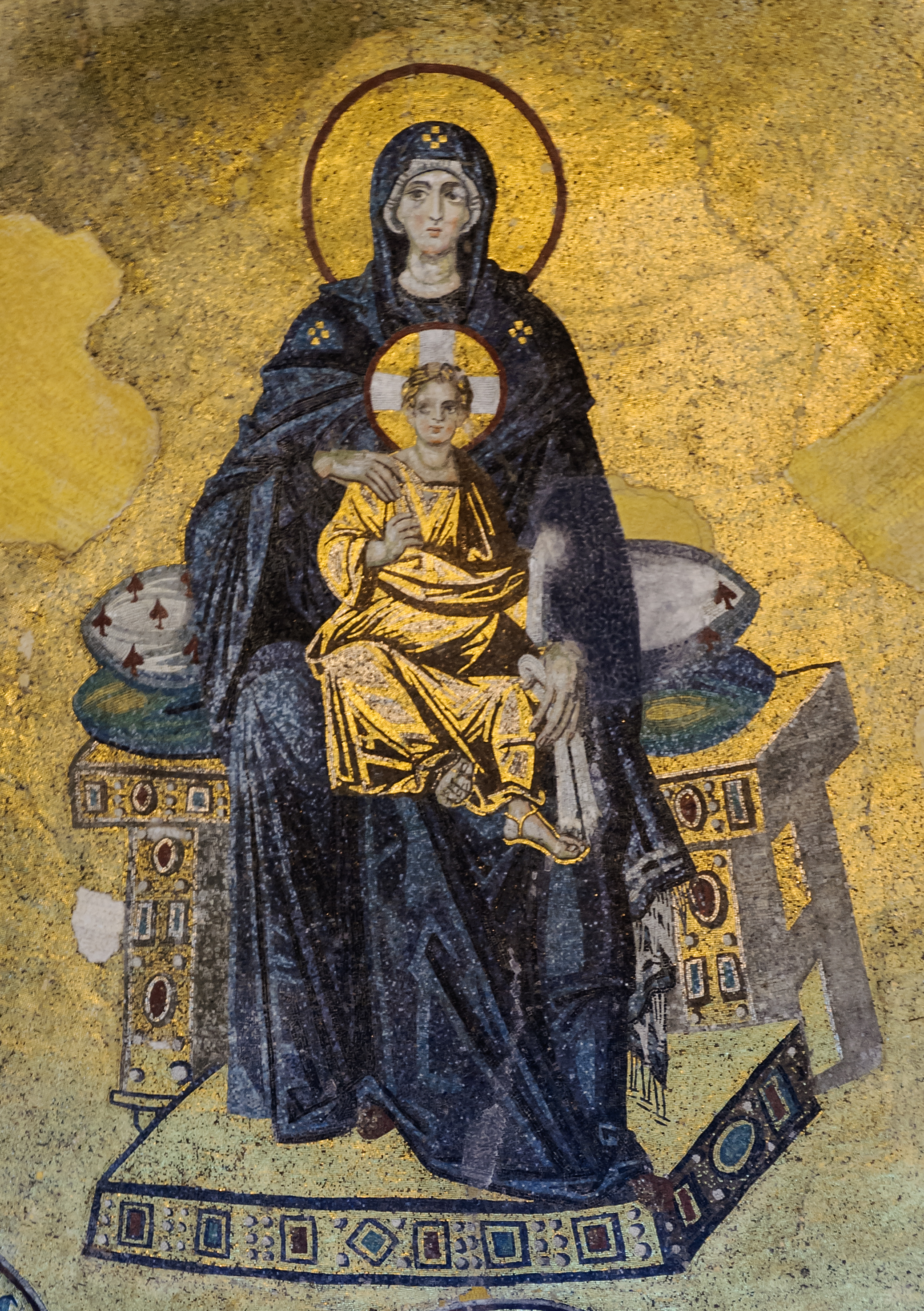

테오토코스, 또는 데오토코스(그리스어: Θεοτόκος, 라틴어:  Deipara, Dei genetrix[*])는 예수 그리스도의 신성을 즉, 예수는 사람이 된 하느님이라는 그리스도론을 강조하기 위한 목적으로, 성모 마리아를 통해 예수 그리스도가 인성(人性)과 함께 신성(神性)을 지닌 존재로 태어났다는 것을 의미하는 '신성 출산'을 의미하는 기독교의 용어이다. 즉, 교회에서 심각한 문제를 일으켰던 초기 기독교 영지주의의 가현설과 네스토리우스학파를 주장을 신학적으로 대응하기 위해서 예수 그리스도가 몸을 입은 인간이었으며, 동시에 신성을 지닌 존재라는 중요한 기독론의 교리 용어이다. 동방교회에서는 이를 마리아는 삼위일체 하느님인 성자, 예수를 낳은 '하느님인 예수의 어머니'가 된다는 교리로 말한다.

## 어원과 번역
테오토코스라는 말은 코이네 그리스어로 하느님을 뜻하는 ‘테오스(Θεός)’와 출산이라는 뜻의 ‘토코스(τόκος)’라는 두 개의 단어를 합친 합성어이다. 글자 그대로 해석하면 ‘하느님 출산’, 즉 '신성(神性) 출산'이 된다. 기원후 4세기 서방교회의 교부인 라틴교부였던 암브로시오는 코이네 그리스어인 '테오토코스'를 라틴어로 ‘하느님의 어머니’를 뜻하는 ‘마테르 데이(Mater Dei)’로 번역하면서 서방교회에서는 마리아의 다른 명칭이 되기 시작한다.
대한민국의 경우, 여러 기독교 교파에서는 대체로 원발음을 따라 '테오토코스'를 쓰거나, 의미를 번역하여 개신교에서는 신성 출산이라고도 하며, 한국의 성공회와 천주교회에서는 라틴어 번역을 따라 천주의 모친(성모송)이나 하느님의 어머니로 번역하여 사용한다.

## 테오토코스의 역사적 의미

### 신성과 인성을 지닌 하느님으로서 예수 그리스도
테오토코스는 예수를 마리아가 직접 낳았으며, 그 탄생으로 물질적 인간의 몸과 거룩한 하나님의 영을 지닌 존재로 태어났다는 의미이다. 이미 기독교 초기부터 눈에 보였던 거룩한 영적인 존재로 주장하던 영지주의에 대한 반론으로 마리아의 잉태와 출산을 강조했다.
마리아가 '신성 출산'을 했다는 교리는 초대교회부터 있었던 두 가지 그리스도론, '높은' 그리스도론과 '낮은' 그리스도론의 대립에서 시작되었다. 구원의 측면에서 인간이었으며 인간을 잘 알고 인간에게 복음을 전하며 하느님을 보인 자로서 예수를 하느님이 택하여 양자로 삼아 메시야, 즉 그리스도가 되었다는 인간 측면, 인간에서 하느님이 된 "낮은" 그리스도론과 태초부터 하느님이었으나 인간의 몸으로 하느님의 아들로 파송되어 세상에 왔다는 하느님인 측면, 하느님에서 인간이 된 "높은" 그리스도론은 초대 교회에 공존하던 그리스도론이었다. 점차 이 두 그리스도론의 중심은 신성과 인성이 예수에게 어떻게 나타났느냐라는 질문으로 발전하였고 대립했으나, 교회는 하느님의 신성을 강조하는 '높은' 그리스도론을 중심으로 교리를 형성하였다. '낮은' 그리스도론은 복음을 전하는 자 중에서 하느님의 선택만 받게 되면 누구나 그리스도가 될 수 있다는 의미를 지니게 되어 거부되었다. 여기서 예수의 신성 즉 신적 위격(υπστασι)을 강조하여, 신성을 지닌 채 인간으로 태어난 예수를 마리아가 출산했다는 "테오토코스"의 개념이 발전했다. 이는 어느 누구도 신성을 지니고 태어나지 못하므로 그리스도는 오직 예수 한 분이라는 신학적 의미를 지닌다. 이 개념에서 마리아는 절대로 창조주 하느님 자체를 낳은이라는 의미가 아니다. 마리아에게서 삼위일체 하느님의 성부, 성자, 성령 중 성자, 즉 하느님의 말씀인 예수 그리스도가 출산하였다는 의미이다.

### 신성 강조로서 테오토코스
테오토코스 교의는 예수의 신성과 인성 중 신성을 강조하는 것을 주요 골자로 하고 있다. 하지만 마리아는 예수의 인성만을 낳았기 때문에 '그리스도 출산'이라는 뜻의 ‘크리스토토코스(Χριστοτοκος)’라는 호칭을 사용해야 한다고 제창한 콘스탄티노폴리스 대주교 네스토리우스와 테오토코스라는 용어를 고집하면서 예수 안의 신성과 인성의 결합을 강조한 알렉산드리아 대주교 알렉산드리아의 키릴로스 간의 논쟁이 생겼고, 이 배경에서는 사도 시기부터 이어졌던 '낮은' 그리스도론과 '높은' 그리스도론이 있었다.
결국, 기원후 431년 소집된 에페소 공의회에서 '높은' 그리스도론을 정통 교리로 제정하면서, 네스토리우스의 주장인 '낮은' 그리스도론 영향하의 사상은 누구나 그리스도가 될 수 있다는 여지를 지닌 위험한 교의로 구분짓고 이단으로 선언되었다. 이후 에페소 신경에는 마리아가 '신성 출산'했다는 문구가 삽입되었다. 칼케돈 공의회에서도 마리아가 '신성 출산'했다고 고백한 칼케돈 신경을 통해 다시 한 번 정통 교리로 확립된다.
이 교리는 예수가 그리스도로서 인성과 신성의 문제를 결정짓는 교리로 확정되었고, 예수의 신성이 절대적임을 강조하는 교의로 확립되었다. 5세기 교회에서 언급한 "테오토코스"는 성모 마리아의 중요성을 말하는 것이 아니라 예수의 하느님 됨을 정의하는 교의였으며, 예수는 태어날 때부터 육신과 신성을 지닌 하느님의 아들이었음을 설명하는 교의였다.

### 현대의 테오토코스
현대에 와서 서방교회인 개신교회와 동방교회인 동방정교회 등에서 '테오토코스'는 기독론 용어로, 여전히 예수가 신성을 지닌 하느님의 아들인 유일한 그리스도임을 강조하는 의미로 사용한다. 하지만 서방교회인 천주교회에서 성모 마리아의 의미를 강조하는 교의로 주로 사용한다. 성탄 후에 성모 마리아 대축일을 지내는 것은 6세기경 동방교회의 관습에서 기원하지만, 7세기부터 서방교회도 이를 '성모마리아 성탄'이라는 이름하에 본떴다. 1931년 에페소 공의회 1,500주년을 기념하여 교황 비오 11세가 10월 11일을 천주의 성모 마리아 대축일로 정했다가, 제2차 바티칸 공의회의 전례개혁으로 다시 1월 1일로 복원되었다. 이에 '테오토코스'가 천주교회에 어떤 의미의 교의임을 정확히 알 수 있다.

## 마리아론으로서 천주교의 테오토코스
테오토코스 교의에 천주교는 '신성 출산'이나 '하느님 출산'으로 오신 분, 즉 예수 그리스도의 신학적 의미보다는 '출산을 했던 여인'에 신학적 관심을 둔다. 물론 성모 마리아를 영원불멸의 관점에서 하느님의 어머니로서는 인정하지 않는다. 왜냐하면 그리스도인들은 하느님을 모든 존재의 시발점이자 존재의 이유이며, 시작도 없고 끝도 없으며 따라서 아버지나 어머니와 같은 존재도 없다고 믿는다. 하느님에게는 오직 성 삼위일체로서의 각 위(位)만이 있을 뿐이다. 하느님은 세상의 모든 것을 다 만든 창조주로서 다른 모든 존재와는 완전히 별개의 존재로 구분된다. 이는 고대 그리스와 로마의 종교와 특히 대조적인 것으로서, 고대 그리스와 로마의 종교에서는 한 명의 여신이 수많은 다른 신들을 낳은 것으로 나오기 때문이다. (다신주의를 참조하라)
반면에 대부분의 그리스도인들은 성자는 ‘영원으로부터’ 성부에게서 났지만(삼위일체와 니케아 콘스탄티노폴리스 신경 참조), 또한 성모 마리아를 통해 태어났다고 믿고 있다. 테오토코스는 삼위일체 하느님의 제2위격인 성자가 성모 마리아의 협조(동정녀 잉태)를 통해 본래부터 지니고 있던 신성(神性)에 더해 인성(人性)을 취함으로써 하느님이자 사람으로 태어나는 것이 가능하게 되었다는 것을 담고 있다.
431년 소집된 에페소 공의회에서 교부들은 마리아를 테오토코스(하느님을 낳은 여인)가 아니라 크리스토토코스(그리스도를 낳은 여인)라고 부르는 주장을 단죄한다고 선언하였다. 즉 마리아의 아들 예수는 하느님이면서 사람이며, 신성과 인성을 모두 지닌 하나의 인격체이기 때문에 마리아는 곧 테오토코스라는 것이다. 당시 알렉산드리아의 대주교였던 치릴로는 이에 대해 다음과 같이 적고 있다. “어떤 이들이 거룩하신 동정녀께서 과연 하느님의 어머니라고 불릴 수 있는가 하고 의심하는 것을 볼 때 나는 매우 놀랐습니다. 우리 주 예수 그리스도께서 하느님이시라면 왜 그분을 낳아 주신 거룩하신 동정녀를 하느님의 어머니라고 할 수 없겠습니까?” (이집트 수사들에게 보낸 첫째 서간 77장 13절) 이와 같은 주장에 따라 가톨릭교회에서는 테오토코스 교의의 중점을 성모 마리아가 어떤 위치에 있는 인물인지에 대해서라기보다는 예수 그리스도가 어떤 위치에 있는지에 더 초점을 맞추고 있다.
한편, 정교회에서는 구원의 섭리에 있어서 마리아의 테오토코스로서의 정체성과 역할, 위치는 절대적으로 필요한 것이기 때문에 믿을 교리로 공식적으로 채택하여 받아들였다. 테오토코스와 더불어 마리아에 대한 믿을 교리로 받아들여진 또 다른 가르침은 마리아의 평생 동정성이다. 이와 같은 가르침은 모두 예수 그리스도의 정체성과 깊이 연관되어 있다. 이와는 대조적으로, 예수의 인성과 직접적인 연관이 되어 있지 않은 다른 마리아의 교의(가령 마리아의 탄생과 성전 봉헌, 평생 동정, 성모 안식 등)에 대해서는 역시 믿어 의심치 않으며 따라서 가르치고는 있지만(교회의 전례와 초대 교회의 교부들의 저서에 언급됨) 공식적으로 믿을 교리로 선포하지는 않고 있다. 또한 세례를 받는 전제조건에도 포함시키지 않았다.

#### 초기 기독교에서의 테오토코스 언급
서기 3세기경부터 여러 초기 기독교 시대의 교부들은 마리아를 테오토코스라고 부르기 시작했다.
오리게네스(254년 죽음)는 종종 성모 마리아를 테오토코스라고 언급한 초창기 저술가 가운데 한 사람으로 언급되는 경우가 많지만(소크라테스의 교회사에는 오레게네스의 로마 신자들에게 보낸 서간에 대한 주석이 인용됨), 그 진위여부에 대해서는 아직 불확실하다.
알렉산드리아의 디오니시우스는 250년경 사모사타의 바오로에게 보낸 서간에서 마리아를 테오토코스라고 언급하였다.
330년경에는 알렉산드리아의 아타나시오가, 370년경에는 나지안주스의 그레고리오가, 400년경에는 요한 크리소스토모와 히포의 아우구스티노가 모두 테오토코스라는 용어를 사용하였다. 특히 니사의 그레고리오와 나지안주스의 그레고리오는 마리아를 테오토코스라고 부르는 것이 정통 신앙의 기준이 된다고까지 주장했다.
436년경에는 키루스의 테오도레트가 성모 마리아를 테오토코스라고 호칭하였다.

#### 에페소 공의회
테오토코스라는 용어의 사용이 공식적으로 허락되어 선포된 것은 431년 에페소에서 개최된 제3차 세계 공의회인 에페소 공의회에서였다. 당시 콘스탄티노폴리스의 총대주교네스토리우스는 마리아를 크리스토토코스, 즉 ‘그리스도의 어머니’라고 불러야 한다고 주장하였다. 네스토리우스는 강생한 그리스도 안에 분리된 두 개의 위격, 즉 신격과 인격이 있다고 생각했다. 또 마리아는 신성을 낳은 것이 아니라 신성과 결합된 인간을 낳았다고 보았다. 그러므로 네스토리우스는 그리스도의 신성과 인성의 모호함을 피하기 위해 테오토코스 대신 크리스토토코스라는 호칭을 사용해야 한다고 주장했던 것이다.
이러한 네스토리우스의 주장에 대해 알렉산드리아의 치릴로 총대주교를 중심으로 한 반대파는 예수를 마리아의 아들로서 인성을 지닌 존재이면서 또한 하느님이기도 하다는 두 가지 속성을 지닌 존재로 이해하였다. 그들은 비록 마리아가 그리스도의 인성만 낳기는 하였지만, 그리스도의 인성과 신성은 결코 떼어놓을 수 없을 정도로 밀접히 결합되어 있으며, 따라서 네스토리우스의 주장은 그러한 그리스도라는 하나의 위격 안에 신성과 인성이라는 두 가지 본성이 완전하게 결합되었는 것을 부인하는 것이기 때문에 받아들일 수 없다고 하였다. 결국 에페소 공의회에서는 치릴로의 주장을 받아들여 테오토코스라는 호칭을 마리아에게 공식적으로 사용하기로 최종적으로 결의를 하였으며, 네스토리우스의 주장(네스토리우스주의)을 이단으로 단죄하였다.
“먼저는 세상에 태어난 사람치고 어느 누구도 동정녀에게서 태어난 사람은 없었는데, 나중에 하느님의 말씀이 그러한 사람으로 태어나게 되었다. 그런데 태중에서 육체와 결합되어 육체의 법칙을 따라 탄생된 하느님의 말씀은 육체에 고유하고 육체에 속하는 출산 법칙을 요구하고 있다고 말하게 된다. 그래서 교부들이 거룩한 동정녀를 하느님의 어머니라 하기를 주저하지 않았던 것이다.” (DS 251)
테오토코스 논쟁과 관련해서 당시 치릴로가 네스토리우스에게 자신의 주장을 설명하는 서간을 보냈는데, 이는 나중에 에페소 공의회의 문헌에 포함되었다. 그의 서간에는 다음과 같은 글이 있다. “거룩한 교부들은 거룩하신 동정녀를 테오토코스라 부르기를 주저하지 않았다. 물론 말씀 또는 그분의 신성의 기원이 거룩하신 동정녀에서 비롯되었다고 보는 것이 아니라, 거룩하신 동정녀를 통해 인성을 받아 육신을 갖고 태어나셨기 때문에 테오토코스라고 부르는 것이다. 이성적으로 말씀 안에서는 신성과 인성은 서로 깊이 일치되어 있다.” (치릴로가 네스토리우스에게 보낸 둘째 서간)

## 같이 보기
- 성모 영보
- 성모 승천
- 원죄 없는 잉태